# Shinsegae
Shinsegae é um conglomerado empresarial sul coreano que atua em diversos ramos da economia.

## Subsidiarias

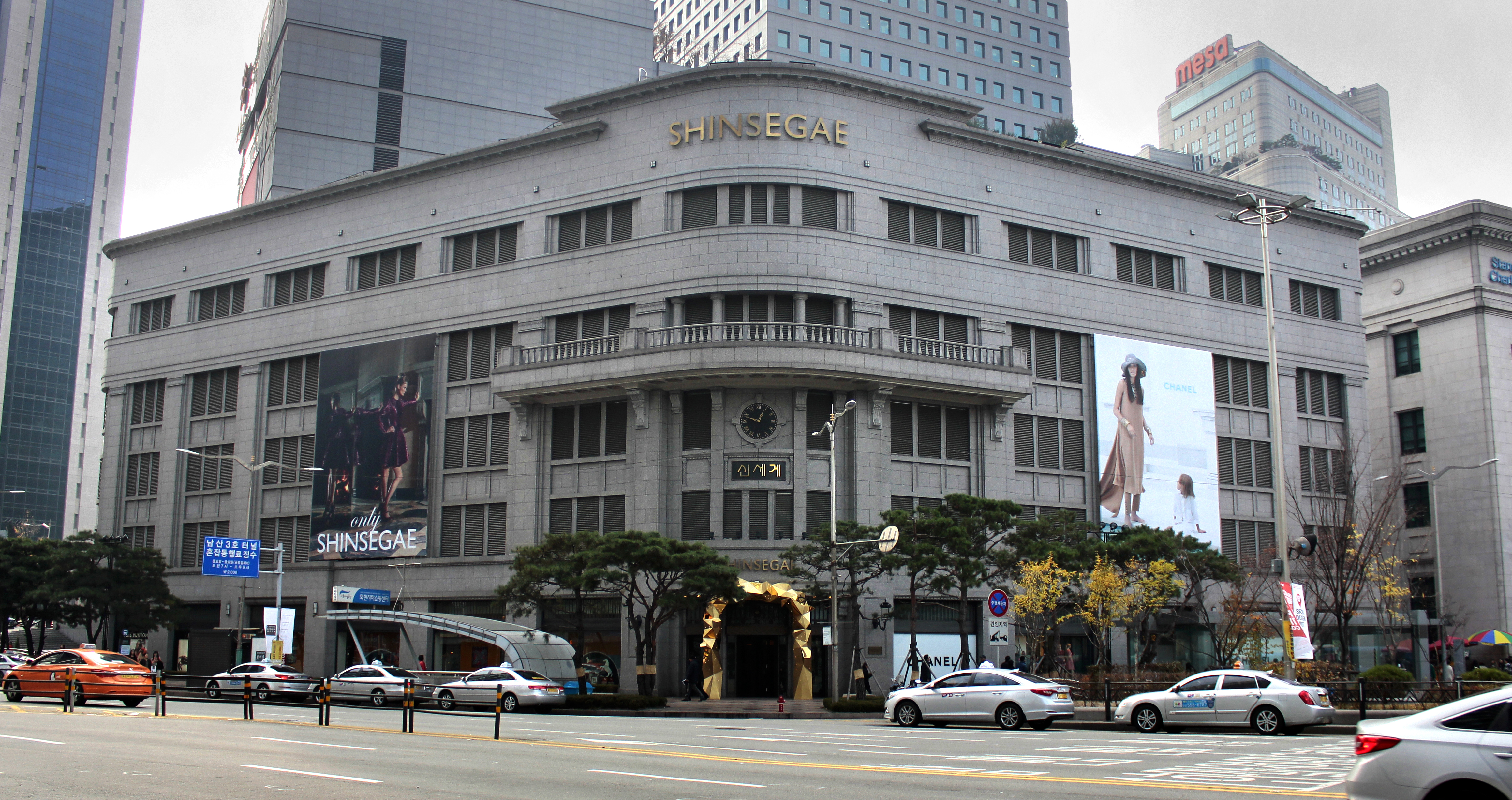
Sede principal em Seul.

- E-Mart
- Shinsegae I&C
- Shinsegae Chelsea
- Shinsegae Construction
- Shinsegae Food System
- Shinsegae International
- Starbucks Coffee Korea
- Johnny Rockets
- Westin Chosun Hotel
- With Me